# Кировское сельское поселение (Северная Осетия)
Кировское се́льское поселе́ние — муниципальное образование в Ардонском районе Северной Осетии Российской Федерации.
Административный центр — село Кирово.

## История
Статус и границы сельского поселения установлены Законом Республики Северная Осетия-Алания от 5 марта 2005 года № 12-рз «Об установлении границ муниципального образования Ардонский район, наделении его статусом муниципального района, образовании в его составе муниципальных образований - городского и сельских поселений и установлении их границ»

## Население
| 2002  | 2010  | 2011  | 2012  | 2013  | 2014  | 2015  |
| ----- | ----- | ----- | ----- | ----- | ----- | ----- |
| 1453  | ↗1461 | →1461 | ↘1455 | ↗1474 | ↗1480 | ↗1495 |
| 2016  | 2017  | 2018  | 2019  | 2020  | 2021  | 2023  |
| ↗1506 | ↗1507 | ↗1518 | ↗1521 | ↘1508 | ↗1535 | ↗1552 |
| 2024  | 2025  |       |       |       |       |       |
| ↘1547 | ↘1540 |       |       |       |       |       |

## Состав сельского поселения
| № | Населённый пункт | Тип населённого пункта       | Население |
| - | ---------------- | ---------------------------- | --------- |
| 1 | Кирово           | село, административный центр | ↘1540     |